# Solioni (Temriuk)
Solioni (del ruso: Солёный) es un posiólok del raión de Temriuk del krai de Krasnodar del sur de Rusia. Está situado en la península de Tamán, próximo a la orilla occidental del limán Ajtanízovski, 28 km al oeste de Temriuk y 155 km al oeste de Krasnodar, la capital del krai. Tenía 486 habitantes en 2010.
Pertenece al municipio Sennoye.

## Transporte
La carretera federal M25 Novorosíisk-Port Kavkaz pasa por la localidad.